# Haltepunkt Bernburg-Friedenshall
Bernburg-Friedenshall war ein Haltepunkt im Bernburger Stadtteil Friedenshall im Salzlandkreis in Sachsen-Anhalt. Er wurde durch den im März 2020 neu eröffneten Haltepunkt Bernburg-Roschwitz ersetzt.

## Lage
Der Haltepunkt befand sich im Südosten der Stadt Bernburg, etwa vier Kilometer vom Stadtkern entfernt gelegen. In seiner unmittelbaren Umgebung befinden sich nur wenige Siedlungen. Er liegt am Streckenkilometer 17,6 der Bahnstrecke Köthen–Aschersleben und wird von der Schachtstraße an einem Bahnübergang gekreuzt. Die benachbarten Bahnhöfe sind Bernburg und Baalberge. Beide sind ungefähr vier Kilometer entfernt.

## Bezeichnungen
Insgesamt dreimal änderte sich der Name der Betriebsstelle.
- „Solvayhall“ (1. Oktober 1897 – 9. Februar 1951)
- „Friedenshall“ (10. Februar 1951 – 25. September 1958)
- „Bernburg-Friedenshall“ (ab 26. September 1958)

## Geschichte
Der Solvaykonzern strebte nach einem Straßenbahnanschluss seines Werkes. Dies ist jedoch nie realisiert worden. Um den Mitarbeitern eine bessere verkehrstechnische Anbindung zu ermöglichen, ließ das Werk auf eigene Kosten einen Haltepunkt errichten. 1897 starteten die Bauarbeiten dafür. Am 1. Oktober desselben Jahres ging der Haltepunkt in Betrieb. Zunächst durfte er nur von Werksangehörigen genutzt werden und stand somit der Öffentlichkeit nicht zur Verfügung. Seitens der Bevölkerung kamen deshalb Beschwerden auf. Die Preußischen Staatseisenbahnen wandelten aus diesem Grund den Haltepunkt in eine offizielle Eisenbahndienststelle um. Es entstanden dafür ein Abfertigungsgebäude für den Fahrkartenverkauf, ein Expressgutabfertigung und eine Wartehalle. Diese Gebäude übergab man am 1. Mai 1911 feierlich der Öffentlichkeit. Die Nutzlänge beider Außenbahnsteige betrug 200 Meter. In der Mitte dieses Bahnsteig wurde das Abfertigungsgebäude errichtet. Nördlich des Bahnübergangs standen ein Dienstgebäude und eine Schrankenwärterbude. Die Expressgutabfertigung schloss am 1. Februar 1963. Der Fahrkartenverkauf endete 1968. Im Zuge des Umbaus des Bahnhofs Baalberge wurde durch die Deutsche Reichsbahn eine Halbschrankenanlage eingerichtet. Aus Richtung Bernburg ist sie zugbedient. In die andere Richtung betätigt sie der Fahrdienstleiter in Baalberge signalabhängig. Auch das Dienstgebäude wurde geschlossen. Seitdem ist der Haltepunkt unbesetzt.
Direkt neben dem südwestlichen Außenbahnsteig verläuft das Anschlussgleis Baalberge–Esco-Werk.
Im Februar 2015 beantragte die DB Station&Service AG, einen neuen Haltepunkt „Bernburg-Roschwitz“ nördlich des Haltepunktes Bernburg-Friedenshall zu errichten. Mitte März 2020 ging der neue Haltepunkt Bernburg-Roschwitz in Betrieb. Das Investitionsvolumen betrug 1,8 Millionen Euro. Bernburg-Friedenshall war bereits im August 2019 aufgelassen worden; die Bahnsteiganlagen wurden zurückgebaut.

## Verkehrsanbindung
Zuletzt hielten Züge von Abellio Rail Mitteldeutschland in Bernburg-Friedenshall. Eingesetzt wurden bis 19. August 2019 nur noch Dieseltriebwagen der Baureihe 1648. In den Jahren zuvor wurden auch Dieseltriebwagen der Baureihen 640 und 642 eingesetzt. Im letzten Fahrplanjahr wurde der Haltepunkt Bernburg-Friedenshall von folgenden Linien bedient:
| Linie | Linienverlauf                                                                            | Takt (min)                                    |
| ----- | ---------------------------------------------------------------------------------------- | --------------------------------------------- |
| RB 47 | Bernburg – Bernburg-Friedenshall – Baalberge – Könnern – Wallwitz – Halle-Trotha – Halle | 120                                           |
| RB 50 | Aschersleben – Güsten – Bernburg – Bernburg-Friedenshall – Baalberge – Köthen – Dessau   | 120 (Aschersleben–Güsten) 060 (Güsten–Dessau) |